# Camera di retorica

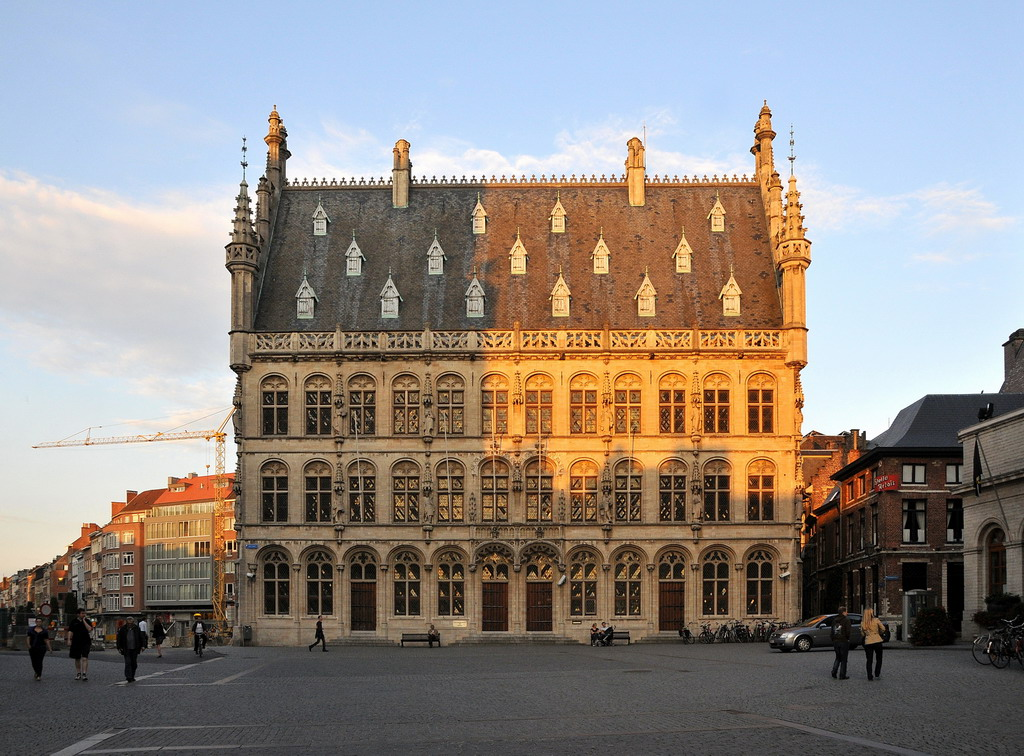
La Tavola Rotonda sede della Camera di retorica della città fiamminga di Lovanio.

Le camere di retorica (in olandese rederijkerskamers) erano delle corporazioni teatrali che si diffusero nei Paesi Bassi nel XV secolo e nel XVI secolo. I membri di queste confraternite erano chiamati "Rederijkers" (singolare: Rederijker) e si occupavano soprattutto di rappresentazioni teatrali e poesia lirica. Le prime camere di retorica furono fondate nelle Fiandre intorno al XV secolo e in seguito si diffusero in Olanda, dove diventarono una parte importante della scena letteraria nel Secolo d'oro olandese, un luogo di sperimentazione di forme e strutture poetiche.
La più importante camera di retorica nei Paesi Bassi fu De Eglantier ad Amsterdam: Coster, Bredero, Hooft e Roemer Visscher erano tutti membri di questa società. Un'altra importante confraternita era la Gilde der Romanisten (Gilda dei romanisti) ad Anversa, a cui appartenevano molti artisti famosi.
Poiché molti dei rederijkers erano amatori, spesso la qualità delle loro opere era piuttosto bassa. Una delle opere di maggior successo dei Rederijkers è il morality play Elckerlijc.